# جوليان باري
جوليان باري (بالإنجليزية: Julian Barry)‏ هو واضع كلمات الأوبرا وكاتب سيناريو ومؤلف أمريكي، ولد في 24 ديسمبر 1930.

## وصلات خارجية
- جوليان باري على موقع IMDb (الإنجليزية)
- جوليان باري على موقع ألو سيني (الفرنسية)
- جوليان باري على موقع أول موفي (الإنجليزية)
- جوليان باري على موقع قاعدة بيانات برودواي على الإنترنت (الإنجليزية)
- جوليان باري على موقع قاعدة بيانات الأفلام السويدية (السويدية)
- جوليان باري على موقع قاعدة بيانات الفيلم (الإنجليزية)
- جوليان باري على موقع كينوبويسك (الروسية)